# Tschardak

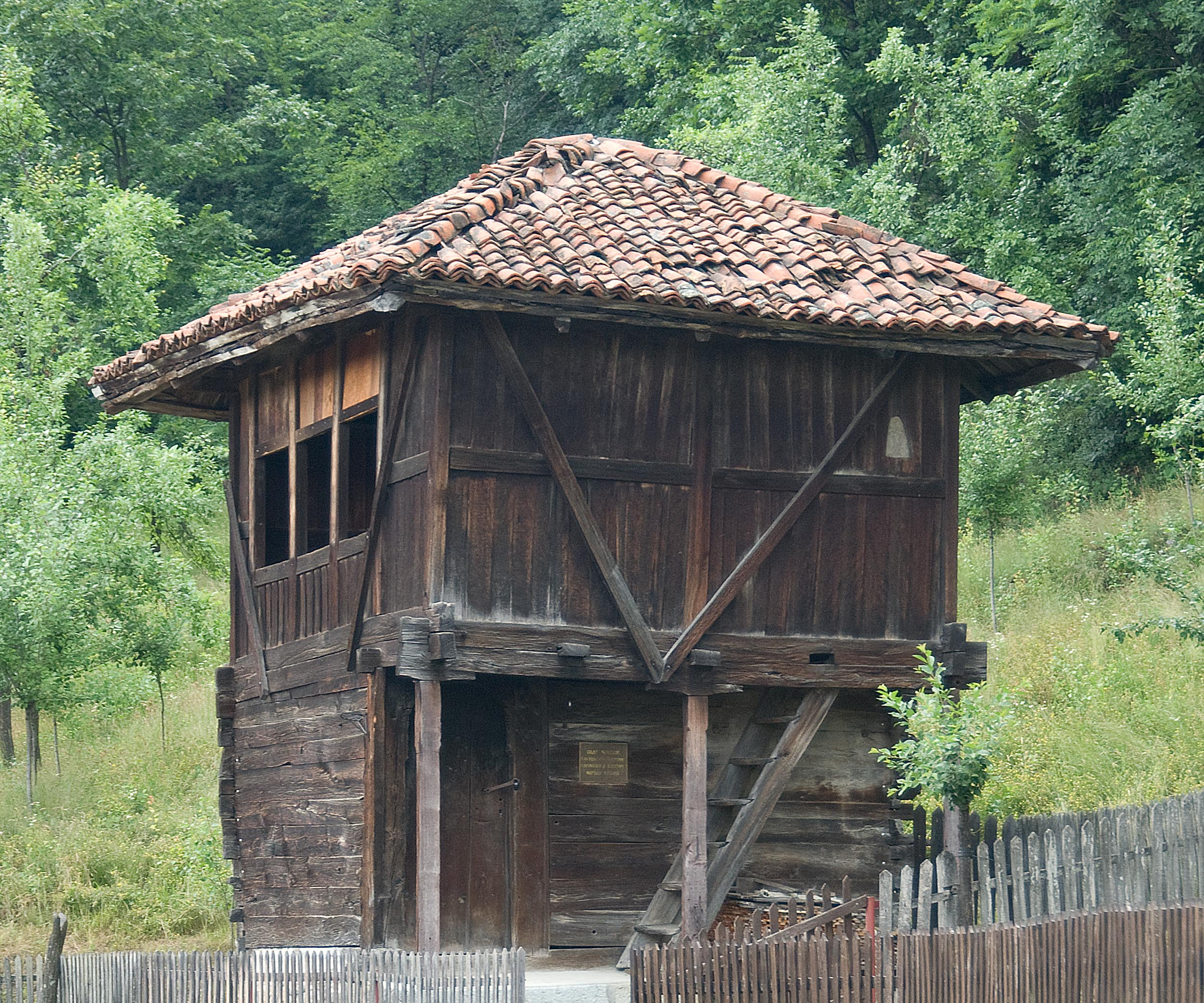
Tschardak, 1771

Ein Tschardak (kroatisch: Čardak, serbisch und bulgarisch: Чардак)  ist ein altes typisches Haus des Balkans. Es besteht gewöhnlich aus einem befestigten Erdgeschoss und einem hölzernen Obergeschoss. Es wurde in der Regel als kleine Schutzfestung genutzt.